# Хлумец (Чешки Крумлов)
Хлумец (чеш. Chlumec) је насељено мјесто са административним статусом сеоске општине (чеш. obec) у округу Чешки Крумлов, у Јужночешком крају, Чешка Република.

## Становништво
Према подацима о броју становника из 2014. године насеље је имало 92 становника.